# NTT東日本-千葉

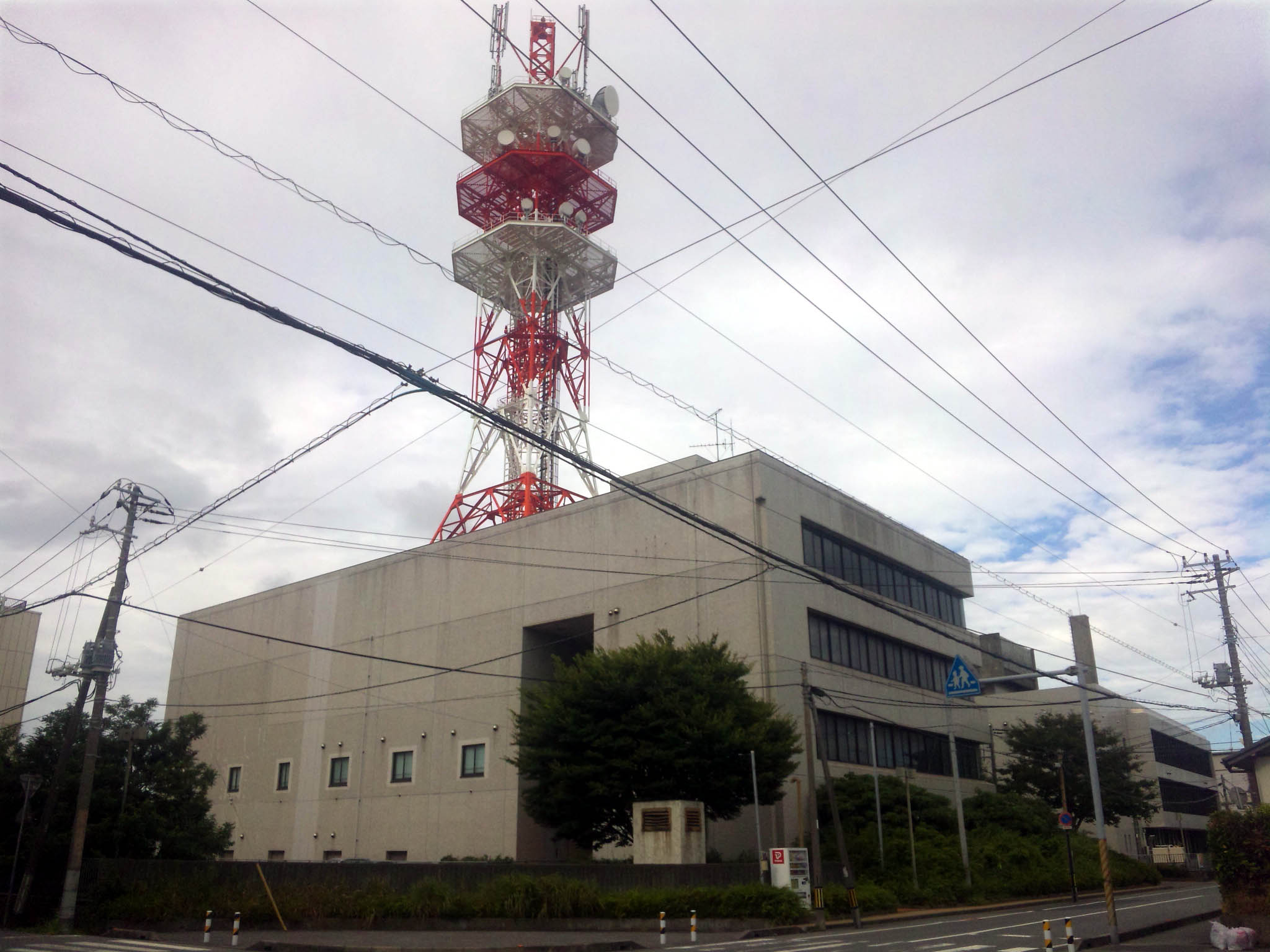
木更津営業所

株式会社NTT東日本-千葉（エヌティティひがしにほん-ちば）は、かつて存在したNTT東日本株式会社（NTT東日本）の支店が担当していた業務をアウトソーシングした都道県域会社のうちの1社である。
2014年7月1日に、株式会社NTT東日本-神奈川、株式会社NTT東日本-山梨、株式会社NTT東日本-茨城、株式会社NTT東日本ソリューションズとともに、株式会社NTT東日本-東京に吸収合併され、株式会社NTT東日本-南関東となった。

## 沿革
- 2002年5月1日 日本電信電話株式会社（NTT）、NTT東日本およびNTT西日本株式会社（NTT西日本）が公表した「NTT東西の構造改革について」（2001年11月22日公表）に基づき、NTT東日本千葉支店管内に、株式会社エヌ・ティ・ティ サービス千葉（営業系）、株式会社エヌ・ティ・ティ エムイー千葉（設備系）及び株式会社エヌ・ティ・ティ・ビジネスアソシエ千葉（共通系）のアウトソーシング会社3社が設立[1][2]。
- 2005年7月1日 株式会社NTTサービス千葉、株式会社NTTエムイー千葉及び株式会社NTTビジネスアソシエ千葉が統合して、株式会社NTT東日本-千葉となる[3]。同時に、NTT東日本千葉支店の法人営業業務等も委託される。
- 2014年7月1日 株式会社NTT東日本-神奈川、株式会社NTT東日本-山梨、株式会社NTT東日本-茨城、株式会社NTT東日本ソリューションズとともに、株式会社NTT東日本-東京に吸収合併され、株式会社NTT東日本-南関東に商号変更[4][5]。

## 組織
- 法人営業部
- 営業部
- 設備部
- MES事業部
- マンションPT
- 企画部
- 総務部

## 業務内容
- 法人・SOHO、在宅向けの情報通信機器、ネットワークサービス、システムソリューション
- 注文受付（116等）業務
- 料金等の回収業務
- 公衆電話に関する事務処理業務
- 情報通信機器の工事、保守業務
- 電気通信設備の設備設計、ソフトウェア設計、工事、保守業務
- 故障受付（113）・修理業務